# Ferrovum myxofaciens
Ferrovum myxofaciens és un betaproteobacteri oxidador de ferro que viu en ambients àcids i a baixes temperatures, com ara les fonts de drenatge àcid de roques. És un acidòfil aeròbic, quimiolitotòtrof que es nodreix només d'oxidar el ferro ferrós. L'espècimen tipus (únic membre representatiu de l'ordre Ferrovales) va ser descrit en una font d'aigua àcida en una mina de coure abandonada a Gal·les. A la península Ibèrica, F. myxofaciens ha estat descrit en diversos llacs artificials de la faixa pirítica ibèrica, que tenen un pH molt baix, com ara la pedrera inundada de la mina de Peña del Hierro, a la conca minera de Riotinto–Nerva, amb un pH inferior a 2,4 o a la mina de Cueva de la Mora.
Una possible aplicació biotecnològica de Ferrovum myxofaciens podria ser per a combatre l'eutrofització de les aigües amb el nitrogen present en les aigües residuals. El procés que es coneix com a Feammox acobla l'oxidació anaeròbica de l'amoníac amb la reducció del ferro i permet obtenir, com a producte final nitrogen (N2), nitrit (NO2−) o nitrat (NO3−).